# Leptasthenura fuliginiceps
Rabudinho-de-barrete-castanho ou rabudinho-canela (Leptasthenura fuliginiceps) é uma espécie de ave da família Furnariidae.
Pode ser encontrada nos seguintes países: Argentina e Bolívia.
Os seus habitats naturais são: regiões subtropicais ou tropicais húmidas de alta altitude e matagal tropical ou subtropical de alta altitude.